# Tina St. John
Tina St. John (* 1966 in Michigan) ist eine US-amerikanische Schriftstellerin.  St. John ist auch unter dem Pseudonym Lara Adrian bekannt, unter dem sie die Vampir-Saga Midnight Breed veröffentlicht.
Bevor sie sich der Schriftstellerei widmete, arbeitete sie in verschiedenen Berufen im administrativen Bereich, zuletzt als Leiterin der Personalabteilung eines Automobilkonzerns. Sie lebt zusammen mit ihrem Mann an der Küste von Neuengland. Ihre Mutter stammt ursprünglich aus Deutschland (Lorenzreuth, Bayern), wanderte jedoch 1956 in die USA aus. Zu ihren Lieblingsautoren gehören Bram Stoker und Anne Rice.

## Auszeichnungen
- 1999 – Romantic Times Reviewer's Choice Award in der Kategorie Bester Mittelalter-Historik Roman für Lord of Vengeance.
- 2002 – Booksellers' Best Award für den historischen Roman White Lions Lady.
- 2002 – Rio Award in der Kategorie Runners up für den historischen Roman Black Lion's Bride.

## Werke

### Warrior
- 1995 – Lord of Vengeance
- 2000 – Lady of Valor
- 2001 – White Lions Lady
- 2002 – Black Lion's Bride

Lizenzausgaben von LYX
- 2012 – Die Rache des Ritters
- 2012 – Der dunkle Ritter
- 2013 – Die Ehre des Ritters
- 2013 – Das Herz des Ritters

### Dragon Chalice
- 2007 – Auf der Suche nach dem heiligen Kelch (Heart of the Hunter, 2004) – Deutsche Ausgabe erschien bei Cora Verlag
- 2007 – Das Geheimnis des heiligen Kelchs (Heart of the Flame, 2005) – Deutsche Ausgabe erschien bei Cora Verlag
- 2007 – Der Kelch der Wunder (Heart of the Dove, 2005) – Deutsche Ausgabe erschien bei Cora Verlag

Überarbeitete Neuausgaben / Lizenzausgaben bei Lyx
- Das Herz des Jägers (Heart of the Hunter), Übers. Holger Hanowell, Lyx 2011.
- Das Magische Siegel (Heart of the Flame), Übers. Holger Hanowell, Lyx 2012.
- Geheimnisvolle Gabe (Heart of the Dove), Übers. Holger Hanowell, Lyx 2012.

Ein vierter Band ist in Planung.
Unter dem Pseudonym Lara Adrian:

### Midnight Breed
- BAND 01: Geliebte der Nacht (Kiss of Midnight, 2007), ISBN 978-3-8025-8130-4.
- BAND 02: Gefangene des Blutes (Kiss of Crimson, 2007), ISBN 978-3-8025-8131-1.
- BAND 03: Geschöpf der Finsternis (Midnight Awakening, 2007), ISBN 3-8025-8132-6.
- BAND 04: Gebieterin der Dunkelheit (Midnight Rising, 2008), ISBN 3-8025-8173-3.
- BAND 05: Gefährtin der Schatten (Veil of Midnight, 2008), ISBN 3-8025-8185-7.
- BAND 06: Gesandte des Zwielichts (Ashes of Midnight, 2009), ISBN 3-8025-8186-5.
- BAND 07: Gezeichnete des Schicksals (Shades of Midnight, 2009), ISBN 978-3-8025-8320-9.
- BAND 08: Geweihte des Todes (Taken by Midnight, 2010), ISBN 978-3-8025-8383-4.
- BAND 09: Gejagte der Dämmerung (Deeper than Midnight, 2011), ISBN 978-3-8025-8384-1.
- BAND 10: Erwählte der Ewigkeit (Darker after Midnight, 2012), ISBN 978-3-8025-8385-8.
- BAND 11: Vertraute der Sehnsucht (Edge of Dawn, 2012), ISBN 978-3-8025-8884-6.
- BAND 12: Kriegerin der Schatten (Crave The Night, 2014), ISBN 978-3-8025-8905-8.
- BAND 13: Verstoßene des Lichts (Bound to Darkness, 2016), ISBN 978-3-8025-9819-7.
- BAND 14: Verführte der Dämmerung (Defy the Dawn, 2017), ISBN 978-3-7363-0351-5.
- BAND 15: Verbündete der Schatten (Claimed in Shadows, 2018), ISBN 978-3-7363-0564-9.
- BAND 16: Erwählte der Nacht (Break the Day, 2019), ISBN 978-3-7363-1116-9.
- BAND 17: Gefährtin des Zwielichts (Fall of Night, 2021), ISBN 978-3-7363-1427-6.
- BAND 18: Hüterin der Ewigkeit (King of Midnight, 2022), ISBN 978-3-7363-1651-5.

Midnight Breed Novellas (Kurzgeschichten)
- BAND 01: Das Sehnen der Nacht (A Taste of Midnight, 2012), ISBN 978-3-8025-8880-8.
- BAND 02: Versprechen der Nacht (A Touch of Midnight, 2013), ISBN 978-3-8025-9284-3.
- BAND 03: Berührung der Nacht (Marked by Midnight, 2015), ISBN 978-3-8025-9771-8.
- BAND 04: Verlockung der Dunkelheit (Tempted by Midnight, 2015), ISBN 978-3-8025-9772-5.
- BAND 05: Pakt der Dunkelheit (Stroke of Midnight, 2016), ISBN 978-3-7363-0314-0.
- BAND 06: Ruf der Versuchung (Midnight Untamed, 2016), ISBN 978-3-7363-0353-9.

Midnight Breed Begleitbuch
- Alles über die Welt von Lara Adrians Stammesvampiren (Midnight Breed Companion, 2012), ISBN 978-3-8025-9128-0.

### Phoenix Code Serie
(Lara Adrian & Tina Folsom)
- Flucht und Neuanfang (Phoenix Code 1 & 2, 2014) ISBN 978-1-941761-04-5
- Tarnung und Entlarvung (Phoenix Code 3 & 4, 2015) ISBN 978-1-941761-07-6

### Masters of Seduction
(Lara Adrian, Alexandra Ivy, Donna Grant, Laura Wright)
- Atemlose Nacht (Masters of Seduction Volume 1, Book 1 - 4, 2014) ISBN 978-3-8025-9939-2
- Grenzenlose Leidenschaft (Masters of Seduction Volume 2, Book 5 - 8, 2015) ISBN 978-3-8025-9941-5

### For 100 ...
- Täuschung (For 100 Days, 2016) ISBN 978-3-8025-9821-0
- Obsession (For 100 Nights, 2016) ISBN 978-3-7363-0336-2
- Enthüllung (For 100 Reasons, 2017) ISBN 978-3-7363-0438-3